# Катастрофа Ми-2 в Санкт-Петербурге
Катастрофа Ми-2 в Санкт-Петербурге — авиационная катастрофа, произошедшая 5 апреля 1992 года в Финском заливе в районе Санкт-Петербурга с вертолётом Ми-2 Ленинградского объединения гражданской авиации («Ржевка»), в результате которой погибли 6 человек.

## Катастрофа
Вертолёт Ми-2 с бортовым номером RA-20973 (заводской — 539646036, построен в 1986 году) под управлением командира (КВС) Ю. Ф. Нигматулина выполнял экскурсионный полёт по маршруту Ржевка — Васильевский остров — Петродворец — Ржевка по неиспользованному ранее, но просроченному полётному заданию, при том, что погода в городе была ниже метеорологического минимума для визуальных полётов, а над заливом стоял туман. По плану полёта посадок на маршруте не предусматривалось, но Нигматулин выполнил непредусмотренную посадку и взял на борт пять пассажиров, включая четырёх иностранцев — сотрудников гуманитарной миссии Европейского союза, которые работали в Санкт-Петербурге по распределению продовольственной помощи.
На участке от Васильевского острова до Петродворца полёт осуществлялся на предельно-малой высоте над водной поверхностью залива и в разрывах облаков. Затем в 2 километрах от Васильевского острова вертолёт на полной скорости врезался в воду и затонул на глубине 2,5 метра. Все 6 человек на борту погибли: два пассажира от удара, пилот и три пассажира — от утопления.

## Причины
Причиной авиапроисшествия явилось столкновение вертолёта с водной поверхностью при полёте на предельно-малой высоте в условиях, исключающих пилотирование по ПВП, вследствие необоснованного принятия решения КВС на продолжение полёта в условиях локального тумана над водной поверхностью и преднамеренного снижения вертолета с целью перехода на визуальный полет, при сочетании следующих факторов:
- несоблюдение КВС условий, изложенных в НПП ГА-85 пункт 5.5.12.1 для принятия решения на вылет по ПВП и ОПВП;
- нарушение требований НПП ГА-85 пункт 5.3.13 в части снижения ниже приборной безопасной высоты с целью перехода на визуальный полет при попадании ВС в условия ниже установленного минимума;
- фальсификация в подготовке КВС для выполнения полетов в СМУ и по видам работ;
- низкое качество метеорологического обеспечения полётов в ПАНХ в аэропорту Ржевка;
- КРС, КЛС допускаются серьёзные нарушения и упущения по выполнению документов, регламентирующих организацию и обеспечение полётов вертолётов по ПАНХ в АП «Ржевка».

— 